# Izabela Obłękowska
Izabela Obłękowska, d. Wojszko (ur. 18 lutego 1972) – polska lekkoatletka, wieloboistka.

## Kariera
Siódma (2000) i dwunasta (2002) zawodniczka halowych mistrzostw Europy w pięcioboju. Mistrzyni Polski w siedmioboju (2001), dwukrotna halowa mistrzyni kraju w pięcioboju (1997 i 1999). Zdobywała także medale mistrzostw Polski w innych konkurencjach, m.in. w skoku w dal oraz skoku o tyczce. Reprezentantka Polski w pucharze Europy w wielobojach.
Była zawodniczką Warszawianki.

## Rekordy życiowe
- Siedmiobój lekkoatletyczny – 5978 pkt. (2001)
- Pięciobój lekkoatletyczny – 4346  pkt. (2000)
- Skok w dal – 6,36 (1999)